# Анджей Словакевич
Анджей Словакевич (пол. Andrzej Slowakiewicz, нар. 22 січня 1951, Новий Торг) — польський хокеїст, що грав на позиції захисника. Грав за збірну команду Польщі.

## Ігрова кар'єра
Професійну хокейну кар'єру розпочав 1969 року.
Протягом професійної клубної ігрової кар'єри, що тривала 18 років, захищав кольори команд «Подгале», «Легія». У чемпіонаті Польщі провів 476 матчів в яких закинув 91 шайбу. З 1982 по 1986 виступав за німецькі клуби. 
У складі національної збірної Польщі провів 120 матчів закинув 6 шайб; учасник восьми чемпіонатів світу, один раз брав участь в зимовій Олімпіаді 1976 року. В складі збірній його партнерами були Генрик Янішевський та Генрик Грут.

## Тренерська кар'єра
Був тренером польських клубів «Подгале», КХ Сянок та «Сточньовець» (Гданськ).
У сезоні 2004/05 асистент головного тренера національної збірної Польщі білоруса Андрія Сидоренка. З 23 березня 2010 асистент головного тренера Віктор Пиша.